# Balekambang (Nagrak)
Balekambang is een bestuurslaag in het regentschap Sukabumi van de provincie West-Java, Indonesië. Balekambang telt 6870 inwoners (volkstelling 2010).